# Арістов Федір Федорович
Федір Федорович Арістов (рос. Фёдор Фёдорович Аристов; 26 (14) жовтня 1888 — 5 листопада 1932) — російський вчений-славіст, літературознавець, історик, етнограф.

## Життєпис
Народився в місті Варнавино Костромської губернії в родині службовця. Закінчив економічне відділення Московського комерційного інституту та історико-філологічний факультет Московського університету (в 1912). Учасник Першої світової війни.
Викладав історію, літературу та інші предмети у Тифліському університеті в 1918—1920 роках, Феодосійському інстутиті народної освіти в 1920—1922 роках, з 1922 — професор Московського університу.
Як учений займався переважно дослідженням історії та культури західно-українських земель, вивчав творчість і культурно-освітню діяльність М. Глушкевича, Б. Дідицького, А. Добрянського, О. Духновича, А. Кралицького, І. Раковського, І. Шараневича, Ю. Яворського та інших. Автор понад 200 праць з проблем слов'янознавства, що містять чималий фактичний матеріал і позначені панславістською та москвофільською орієнтаціями. Серед них — 3-томна праця «Карпаторуські письменники» (М., 1916), в якій вміщено ґрунтовний нарис «Історія Карпатської Русі». Через початок революційних подій в імперії Романових світ побачив лише перший з трьох томів дослідження. Значна частина праць залишилася в рукописах.
Займався громадською культурно-освітньою діяльністю: у Москві створив Карпаторуський музей (1907—1917), в якому зібрав близько 100 тисяч різних експонатів з історії, культури українців Східної Галичини, Буковини Північної та Закарпатської України. Його колекція загинула у 1918 році. Був головою загально-слов'янського студентського товариства «Славія», завідував відділом у журналі «Русский архив», редагував журнал «Славянское объединение» тощо.
У 1920—30-х роках зазнав репресій; частина його робіт була конфіскована органами ДПУ. Помер у Москві.

## Твори
- Александр Васильевич Духнович. «Русский архив», 1913, № 2
- Адольф Иванович Добрянский-Сачуров. Там само, 1913, № 3
- «Истинная история карпато-россов» А. В. Духновича. Значение А. В. Духновича как угро-русского историка. Там само, 1914, № 5
- Карпаторусские писатели: Исследования по неизданным источникам, т. 1. М., 1916.